# Муниципальное образование «Маниловск»
Маниловское сельское поселение — муниципальное образование со статусом сельского поселения в
Аларском районе Иркутской области России. Административный центр — деревня Маниловская.

## Демография
По результатам Всероссийской переписи населения 2010 года
численность населения муниципального образования составила 940 человек, в том числе 471 мужчина и 469 женщин.
| 2010 | 2011 | 2012 | 2013 | 2014 | 2015 | 2016 |
| ---- | ---- | ---- | ---- | ---- | ---- | ---- |
| 940  | ↘937 | ↗940 | ↘925 | ↗926 | ↗938 | ↘907 |
| 2017 |      |      |      |      |      |      |
| ↗927 |      |      |      |      |      |      |

## Состав сельского поселения
| № | Населённый пункт | Тип населённого пункта          | Население |
| - | ---------------- | ------------------------------- | --------- |
| 1 | Занина           | деревня                         | ↘151      |
| 2 | Корховская       | деревня                         | ↗148      |
| 3 | Маниловская      | деревня, административный центр | ↘397      |
| 4 | Шаховская        | деревня                         | ↗135      |
| 5 | Шульгина         | деревня                         | ↘109      |

### Упразднённые населённые пункты
- Кулуруй
- Литвинцева
- Каштак